# Nastola
Nastola – dawna gmina w Finlandii, położona w południowej części państwa, należąca do regionu Päijät-Häme. 1 stycznia 2016 została włączona do gminy Lahti.
W momencie fuzji gminę zamieszkiwało 14 825 osób.  